# 名古屋港

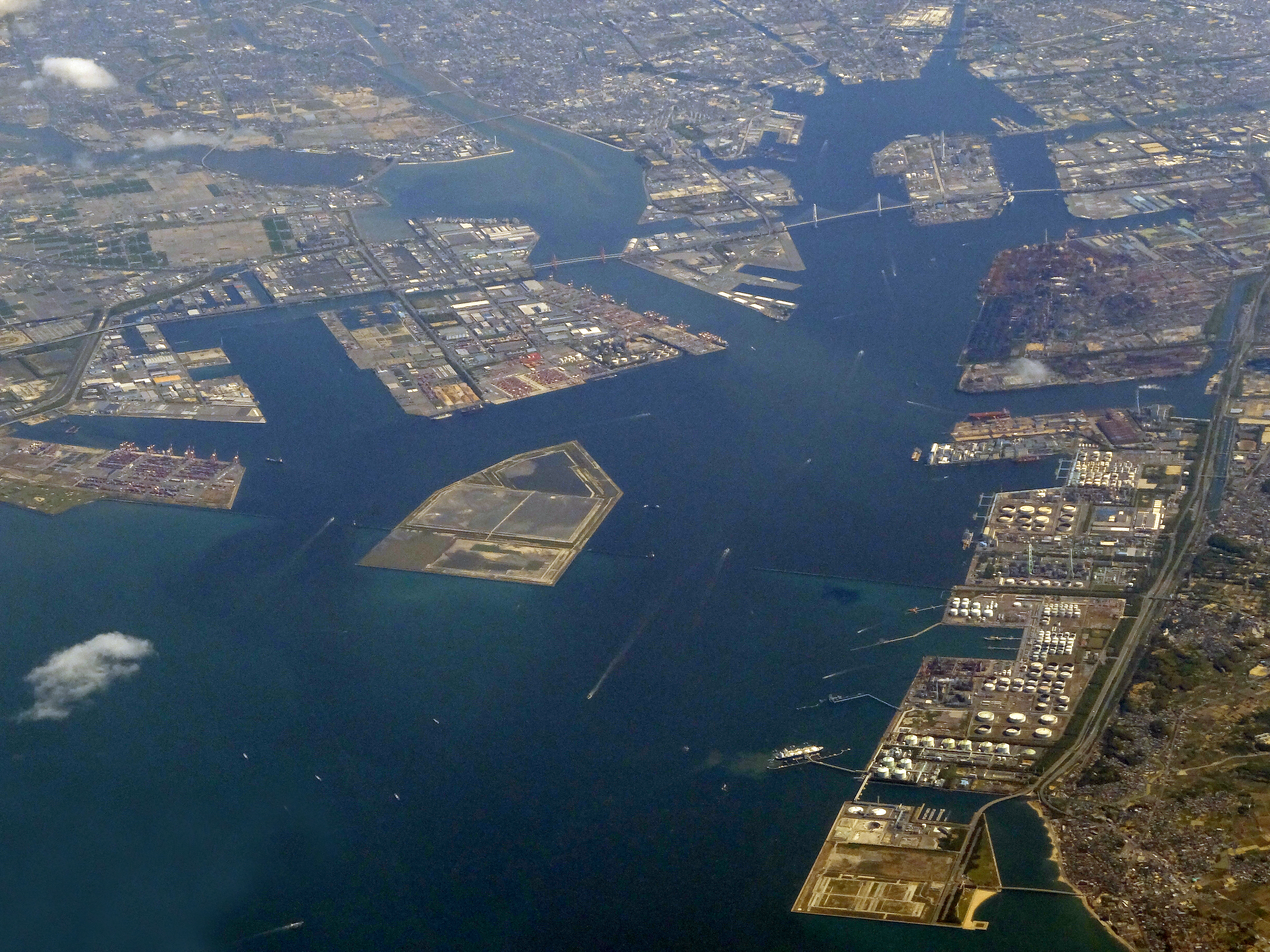
名古屋港

名古屋港（日语：／ Nagoya-kō）是橫跨日本愛知縣名古屋市、東海市、知多市、弥富市、海部郡飛島村的一個港灣。又被當地人簡稱為名港（／ Mei-kō）。是日本最大的國際貿易港口之一。由于豐田汽車位于愛知縣內，故該港主要的輸出產品中有一半以上都與汽車有關。

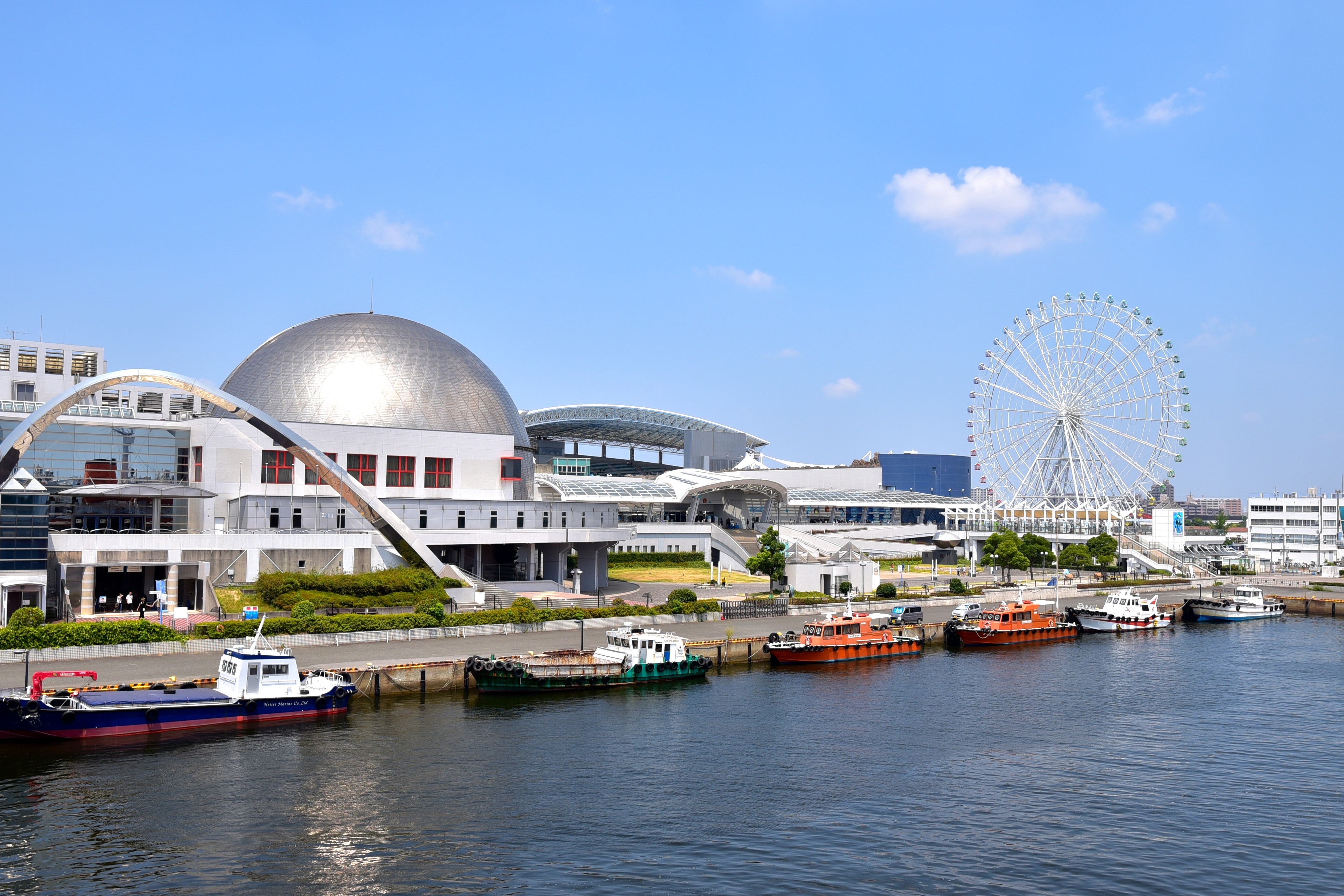
名古屋港水族館

## 略史
- 1907年、「奧田助七郎」的努力之下，名古屋港正式開港。
- 1951年、指定為特定重要港灣。
- 1990年、金城碼頭完工。
- 1997年、開港90周年紀念。
- 2004年、名古屋港與「伊勢灣」，指定為中樞港灣。
- 2005年、名古屋港義大利村開村營業。
- 2007年、開港100周年紀念。
- 2008年、名古屋港義大利村正式關閉，村內所有店舖已遷出。

## 港口概要
日本的五大國際貿易港之一。2004年、被指定為中樞國際港灣（指定特定重要港湾）。

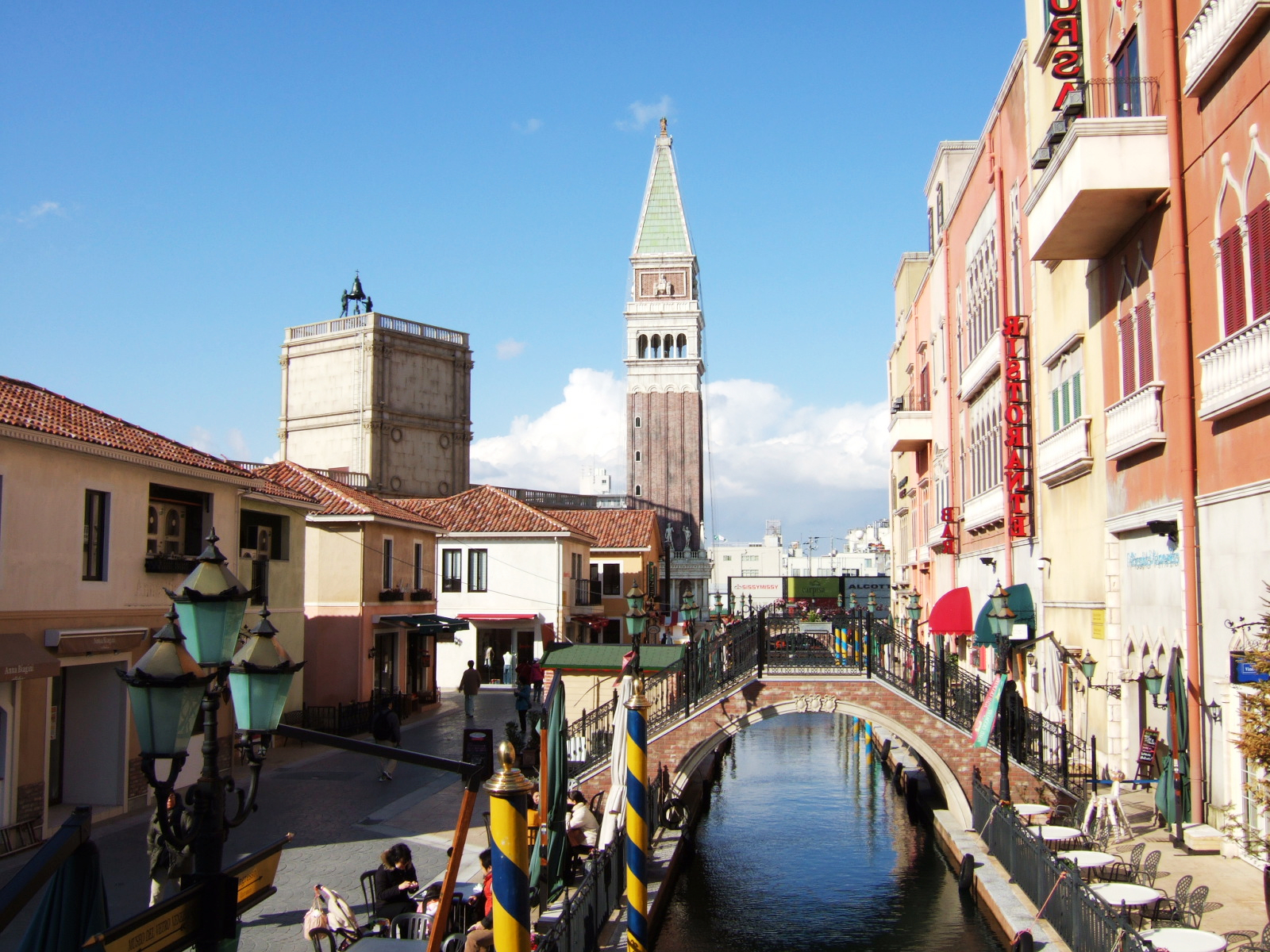
名古屋港義大利村

### 面積
- 港灣區域：83平方公里
- 臨港地區：41平方公里

### 入港船舶數
- 約4萬5千隻（含内航船舶）

### 主要出入口產品
- 輸出
  - 汽車成品 (52.5%)
  - 汽車零件 (15.8%)
  - 鋼材 (4.7%)
- 輸入
  - 天然氣 (23.5%)
  - 鐵礦 (16.0%)
  - 石油 (8.9%)

### 主要埠頭、設施
- 花園碼頭
  - 名古屋港水族館
  - 名古屋港義大利村 (2008年已關閉)
  - 2005年日本國際博覽會部分展場

- 金城碼頭
  - 名古屋市國際展示場

## 外部連結
- 名古屋港 （页面存档备份，存于）